# Force de l'ordre de la république islamique d'Iran
La force de l'ordre de la république islamique d'Iran (en persan : نیروی انتظامی جمهوری اسلامی ایران), abrégé en NAJA (en persan : ناجا) est la force de police en uniforme en Iran. Son commandant en chef depuis 2015 est Hossein Ashtari (en).

## Histoire
La force a été créée au début de 1991 en fusionnant le Shahrbani (persan: شهربانی Šahrbânī), la gendarmerie (persan: ژاندارمری Žândârmerī) et les comités révolutionnaires islamiques (persan: کمیته Komīte).

## Description
Elle compte plus de 260 000 policiers, y compris des gardes-frontières, et est sous le contrôle du ministère de l'Intérieur. 17 % du personnel de la police iranienne sont des femmes[Quand ?].